# Frank Eddolls
Frank Herbert Eddolls (né le 5 juillet 1921 à Montréal dans l'arrondissement de Lachine au Canada - mort le 13 août 1961) est un entraîneur et joueur professionnel canadien de hockey sur glace qui évoluait au poste de défenseur.

## Biographie
Eddolls joue quatre saisons dans les rangs juniors tout d'abord avec les Maple Leafs de Verdun puis les Generals d'Oshawa. Avec ces deux équipes, il dispute quatre coupes Memorial et la remporte en 1940 avec Oshawa. En 1941, il commence sa carrière professionnelle avec les Bears de Hershey mais manque les deux saisons suivantes après s'être engagé dans l'armée canadienne lors de la Seconde Guerre mondiale. En 1944-1945, il rejoint les Canadiens de Montréal ; les deux saisons suivantes, il joue en grande partie avec les Bisons de Buffalo auxquels il est prêté par les Canadiens. Il est ensuite vendu aux Rangers de New York avec Bud O'Connor en échange de Hal Laycoe, Joe Bell et George Robertson. Il manque une grande partie de la saison 1948-1949 à la suite d'un accident de voiture ; il est nommé capitaine de l'équipe pour la saison 1950-1951 lors de laquelle il joue le Match des étoiles. À partir de 1951, il officie comme entraîneur-joueur dans les différentes équipes avec lesquelles il évolue. Pour sa dernière saison comme joueur avec les Bisons de Buffalo, il est sélectionné dans la première équipe d'étoiles de la Ligue américaine de hockey. Il est ensuite nommé entraîneur des Black Hawks de Chicago mais ne passe qu'une seule saison à ce poste avant de finir sa carrière d'entraîneur à Buffalo.

## Statistiques

### De joueur
| Saison     | Équipe                    | Ligue          |     | Saison régulière | Saison régulière | Saison régulière | Saison régulière | Saison régulière |   | Séries éliminatoires | Séries éliminatoires | Séries éliminatoires | Séries éliminatoires | Séries éliminatoires |
| Saison     | Équipe                    | Ligue          | PJ  | B                | A                | Pts              | Pun              | PJ               | B | A                    | Pts                  | Pun                  |                      |                      |
| 1937-1938  | Maple Leafs de Verdun Jr. | MMJHL          | 12  | 2                | 5                | 7                | 8                | 4                | 0 | 1                    | 1                    | 2                    |                      |                      |
| 1937-1938  | Maple Leafs de Verdun     | QSHL           | 1   | 0                | 0                | 0                | 0                |                  |   |                      |                      |                      |                      |                      |
| 1938       | Maple Leafs de Verdun Jr. | Coupe Memorial |     |                  |                  |                  |                  | 5                | 4 | 5                    | 9                    | 12                   |                      |                      |
| 1938-1939  | Maple Leafs de Verdun Jr. | QJHL           | 10  | 9                | 5                | 14               | 24               | 3                | 1 | 1                    | 2                    | 8                    |                      |                      |
| 1938-1939  | Maple Leafs de Verdun     | QSHL           | 1   | 0                | 0                | 0                | 0                |                  |   |                      |                      |                      |                      |                      |
| 1939       | Maple Leafs de Verdun Jr. | Coupe Memorial |     |                  |                  |                  |                  | 7                | 4 | 4                    | 8                    | 22                   |                      |                      |
| 1939-1940  | Generals d'Oshawa         | OHA-Jr.        | 15  | 13               | 8                | 21               | 8                | 7                | 3 | 5                    | 8                    | 8                    |                      |                      |
| 1940       | Generals d'Oshawa         | Coupe Memorial |     |                  |                  |                  |                  | 8                | 1 | 2                    | 3                    | 24                   |                      |                      |
| 1940-1941  | Generals d'Oshawa         | OHA-Jr.        | 16  | 9                | 12               | 21               | 31               | 12               | 3 | 8                    | 11                   | 6                    |                      |                      |
| 1941       | Generals d'Oshawa         | Coupe Memorial |     |                  |                  |                  |                  | 5                | 2 | 8                    | 10                   | 14                   |                      |                      |
| 1941-1942  | Bears de Hershey          | LAH            | 54  | 8                | 11               | 19               | 30               | 10               | 0 | 1                    | 1                    | 8                    |                      |                      |
| 1942-1943  | Force aérienne du Canada  | QSHL           | 35  | 8                | 10               | 18               | 42               | 12               | 2 | 6                    | 8                    | 8                    |                      |                      |
| 1943-1944  | Force aérienne du Canada  | MNDHL          | 1   | 0                | 0                | 0                | 2                |                  |   |                      |                      |                      |                      |                      |
| 1943-1944  | Montréal Canada Car       | MCHL           | 1   | 0                | 0                | 0                | 0                |                  |   |                      |                      |                      |                      |                      |
| 1943-1944  | Montréal Services         | MCHL           | 3   | 0                | 0                | 0                | 0                |                  |   |                      |                      |                      |                      |                      |
| 1944-1945  | Canadiens de Montréal     | LNH            | 43  | 5                | 8                | 13               | 20               | 3                | 0 | 0                    | 0                    | 0                    |                      |                      |
| 1945-1946  | Canadiens de Montréal     | LNH            | 8   | 0                | 1                | 1                | 6                | 8                | 0 | 1                    | 1                    | 2                    |                      |                      |
| 1945-1946  | Bisons de Buffalo         | LAH            | 34  | 6                | 23               | 29               | 52               |                  |   |                      |                      |                      |                      |                      |
| 1946-1947  | Canadiens de Montréal     | LNH            | 6   | 0                | 0                | 0                | 0                | 7                | 0 | 0                    | 0                    | 4                    |                      |                      |
| 1946-1947  | Bisons de Buffalo         | LAH            | 29  | 3                | 7                | 10               | 18               | 4                | 0 | 5                    | 5                    | 0                    |                      |                      |
| 1947-1948  | Rangers de New York       | LNH            | 58  | 6                | 13               | 19               | 16               | 2                | 0 | 0                    | 0                    | 0                    |                      |                      |
| 1948-1949  | Rangers de New York       | LNH            | 34  | 4                | 2                | 6                | 10               |                  |   |                      |                      |                      |                      |                      |
| 1949-1950  | Rangers de New York       | LNH            | 58  | 2                | 6                | 8                | 20               | 11               | 0 | 1                    | 1                    | 4                    |                      |                      |
| 1950-1951  | Rangers de New York       | LNH            | 68  | 3                | 8                | 11               | 24               |                  |   |                      |                      |                      |                      |                      |
| 1951-1952  | Rangers de New York       | LNH            | 42  | 3                | 5                | 8                | 18               |                  |   |                      |                      |                      |                      |                      |
| 1951-1952  | Quakers de Saskatoon      | PCHL           | 12  | 3                | 6                | 9                | 6                |                  |   |                      |                      |                      |                      |                      |
| 1951-1952  | Mohawks de Cincinnati     | LAH            | 12  | 0                | 4                | 4                | 8                |                  |   |                      |                      |                      |                      |                      |
| 1952-1953  | Bisons de Buffalo         | LAH            | 50  | 5                | 25               | 30               | 24               |                  |   |                      |                      |                      |                      |                      |
| 1953-1954  | Bisons de Buffalo         | LAH            | 63  | 3                | 52               | 55               | 45               | 3                | 0 | 2                    | 2                    | 2                    |                      |                      |
| Totaux LNH | Totaux LNH                | Totaux LNH     | 317 | 23               | 43               | 66               | 114              | 31               | 0 | 2                    | 2                    | 1                    |                      |                      |

### D'entraîneur
| Saison    | Équipe                 | Ligue |    | PJ | V  | D  | N  | Pts    | %V                   | Classement |
| --------- | ---------------------- | ----- | -- | -- | -- | -- | -- | ------ | -------------------- | ---------- |
| 1951-1952 | Quakers de Saskatoon   | PCHL  |    |    |    |    |    |        |                      |            |
| 1952-1953 | Bisons de Buffalo      | LAH   | 64 | 22 | 39 | 3  | 0  | 36,7 % | Non qualifiés        |            |
| 1953-1954 | Bisons de Buffalo      | LAH   | 70 | 39 | 24 | 7  | 0  | 60,7 % | Éliminés au 1er tour |            |
| 1954-1955 | Black Hawks de Chicago | LNH   | 70 | 13 | 40 | 17 | 43 | 30,7 % | Sixièmes             |            |
| 1955-1956 | Bisons de Buffalo      | LAH   | 64 | 29 | 30 | 5  | 0  | 49,2 % | Éliminés au 1er tour |            |
| 1956-1957 | Bisons de Buffalo      | LAH   | 64 | 25 | 37 | 2  | 0  | 40,6 % | Non qualifiés        |            |
| 1960-1961 | Bisons de Buffalo      | LAH   | 72 | 35 | 34 | 3  | 0  | 50,7 % | Éliminés au 1er tour |            |